# Franklin (Ohio)
Franklin es una ciudad ubicada en el condado de Warren en el estado estadounidense de Ohio. En el Censo de 2010 tenía una población de 11771 habitantes y una densidad poblacional de 486,44 personas por km².

## Geografía
Franklin se encuentra ubicada en las coordenadas 39°33′18″N 84°17′45″O / 39.55500, -84.29583. Según la Oficina del Censo de los Estados Unidos, Franklin tiene una superficie total de 24.2 km², de la cual 23.76 km² corresponden a tierra firme y (1.82%) 0.44 km² es agua.

## Demografía
Según el censo de 2010, había 11771 personas residiendo en Franklin. La densidad de población era de 486,44 hab./km². De los 11771 habitantes, Franklin estaba compuesto por el 96.21% blancos, el 0.93% eran afroamericanos, el 0.21% eran amerindios, el 0.53% eran asiáticos, el 0% eran isleños del Pacífico, el 0.42% eran de otras razas y el 1.69% pertenecían a dos o más razas. Del total de la población el 1.55% eran hispanos o latinos de cualquier raza.